# 國分康孝
國分 康孝（こくぶ やすたか、1930年11月10日 - 2018年4月19日）は、日本の心理学者。東京成徳大学名誉教授。カウンセリング心理学専攻。

## 経歴
大阪府出身（本籍は鹿児島県）。東京陸軍幼年学校、東京高等師範学校、東京教育大学（教育学）、同大学大学院修士課程（ガイダンス・カウンセリング）、メリル・パーマー研究所、ミシガン州立大学大学院博士課程（カウンセリング心理学）に学ぶ。Ph.D.。霜田静志・友田不二男・モーガンに教育分析を、アルバート・エリスからはスーパービジョンを受ける。
認知行動療法の源流のひとつであるアルバート・エリスの論理療法を日本に紹介したほか、1967年頃にはアメリカから構成的エンカウンターグループを「構成的グループエンカウンター」の名称で日本に紹介、普及を主導した。
川越少年刑務所カウンセラー、関西学院大学助手、多摩美術大学助教授、フルブライト交換研究教授、東京理科大学教授、筑波大学教授、聖徳栄養短期大学教授、東京成徳大学教授、副学長、その他上智大学の非常勤講師などを歴任。
また、日本カウンセリング学会会長、日本産業カウンセラー協会副会長、日本教育カウンセラー協会会長を歴任。

## 人物
妻は青森明の星短期大学客員教授の國分久子。國分康孝は「初恋の人と学生結婚したおかげで、恋愛相談は苦手」などと語っている。
カウンセリング心理学と臨床心理学を識別する立場を取っている。また、カウンセリング手法はプラグマティズムに基づく折衷主義を推奨しており、自らの折衷手法を「コーヒーカップ方式」と呼ぶ。
著書も多く、日本の全ての本屋に自分の著書が置かれることを目指していると述べている。筑波大学退官時には、「大和魂が星条旗を羽織っているようだ」と評された。諸富祥彦、河村茂雄などのカウンセリング研究者を育てた。
近年、スクールカウンセラーのありかたをめぐって、臨床心理士制度に批判的な論陣を張っている。

## 著書

### 単著
- 『カウンセリングの技法』（誠信書房 1979年 ISBN 978-4414403077）
- 『カウンセリングの理論』（誠信書房 1981年 ISBN 978-4414403084）
- 『エンカウンター―心とこころのふれあい』（誠信書房 1981年 ISBN 978-4414403091）
- 『カウンセリング教授法』（誠信書房 1983年 ISBN 978-4414403138）
- 『「自己発見」の心理学』（講談社 1991年 ISBN 978-4061490444）
- 『カウンセリングの原理』（誠信書房 1996年 ISBN 978-4414403404）
- 『カウンセリング心理学入門』（PHP研究所 1998年 ISBN 978-4569602103）

### 共著
- （國分久子）『カウンセリング Q&A 1』誠信書房、1984年。ISBN 978-4414435016
- （國分久子）『カウンセリング Q&A 2』誠信書房、1985年。ISBN 978-4414435023
- （國分久子）『カウンセリング Q&A 3』誠信書房、1987年。ISBN 978-4414435030
- 『結婚の心理』知的生きかた文庫、三笠書房、1986。ISBN 978-4837901426

### 論文
- CiNii>國分康孝